# 1727 en architecture
| Années de l'architecture : 1724 - 1725 - 1726 - 1727 - 1728 - 1729 - 1730    |
| Décennies de l'architecture : 1690 - 1700 - 1710 - 1720 - 1730 - 1740 - 1750 |

Cet article présente les faits marquants de l'année 1727 en architecture.

## Réalisations
- Église Saint-Jean-Baptiste de Legnica, en Pologne.

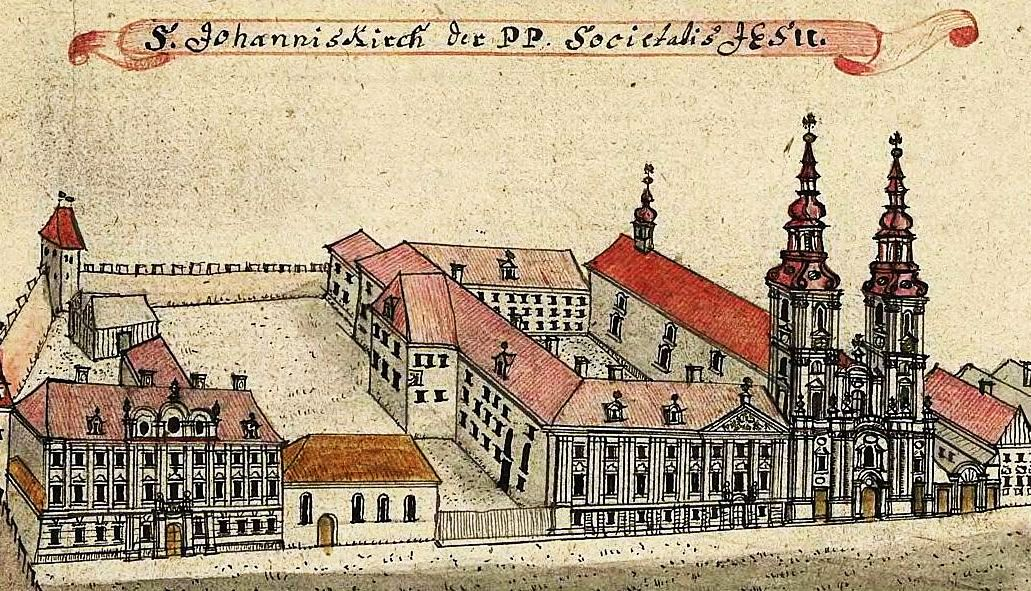
L'Église Saint-Jean-Baptiste de Legnica dessinée entre 1750 et 1775.

## Événements
- L'architecte britannique Inigo Jones publie ses dessins d'architecture.

## Récompenses
- Prix de Rome : x

## Naissances
- Pierre-Louis Moreau-Desproux (†1794).

## Décès
- x